# فرنسيسكو خافيير كاستانيو
فرنسيسكو خافيير كاستانيو (بالإسبانية: Francisco Javier Castaño Allende) (29 ديسمبر 1972 في إسبانيا - ) هو لاعب كرة قدم إسباني في مركز الوسط. شارك مع منتخب إسبانيا تحت 16 سنة لكرة القدم ومنتخب إسبانيا تحت 21 سنة لكرة القدم. أما مع النوادي، فقد لعب مع ريال بيتيس وريال سبورتينغ خيخون وسبورتينغ خيخون ب ولوغرونيس ونادي ليفانتي ونومانسيا والاتحاد الشعبي للانغريو ‏ وCD Lealtad ‏ وAstur CF ‏ وMarino de Luanco ‏ ونادي سياريس.

## وصلات خارجية
- فرنسيسكو خافيير كاستانيو على موقع قاعدة بيانات كرة القدم.إي يو (الإنجليزية)
- فرنسيسكو خافيير كاستانيو على موقع Soccerway.com (الإنجليزية)